# Séries éliminatoires de la Coupe Stanley 1995
Année précédente Année suivante
Les séries éliminatoires de la Coupe Stanley 1995 font suite à la saison 1994-1995 de la Ligue nationale de hockey.

## Tableau récapitulatif
|  | Quarts de finale d'association | Quarts de finale d'association | Quarts de finale d'association |   |                        | Demi-finales d'association | Demi-finales d'association | Demi-finales d'association |  |   | Finales d'association  | Finales d'association | Finales d'association |  |   | Finale de la Coupe Stanley | Finale de la Coupe Stanley | Finale de la Coupe Stanley |
|  |                                |                                |                                |   |                        |                            |                            |                            |  |   |                        |                       |                       |  |   |                            |                            |                            |
|  | 1                              | Nordiques de Québec            | 2                              |   |                        |                            |                            |                            |  |   |                        |                       |                       |  |   |                            |                            |                            |
|  | 8                              | Rangers de New York            | 4                              |   |                        |                            |                            |                            |  |   |                        |                       |                       |  |   |                            |                            |                            |
|  | 8                              | Rangers de New York            | 4                              |   | 8                      | Rangers de New York        | 0                          |                            |  |   |                        |                       |                       |  |   |                            |                            |                            |
|  |                                |                                |                                |   | 8                      | Rangers de New York        | 0                          |                            |  |   |                        |                       |                       |  |   |                            |                            |                            |
|  |                                | 2                              | Flyers de Philadelphie         | 4 |                        |                            |                            |                            |  |   |                        |                       |                       |  |   |                            |                            |                            |
|  | 2                              | 2                              | Flyers de Philadelphie         | 4 | Flyers de Philadelphie | 4                          |                            |                            |  |   |                        |                       |                       |  |   |                            |                            |                            |
|  | 2                              |                                |                                |   | Flyers de Philadelphie | 4                          |                            |                            |  |   |                        |                       |                       |  |   |                            |                            |                            |
|  | 7                              | Sabres de Buffalo              | 1                              |   |                        |                            |                            |                            |  |   |                        |                       |                       |  |   |                            |                            |                            |
|  | 7                              | Sabres de Buffalo              | 1                              |   |                        |                            |                            |                            |  | 2 | Flyers de Philadelphie | 2                     |                       |  |   |                            |                            |                            |
|  | Association Prince de Galles   |                                |                                |   |                        |                            |                            |                            |  | 2 | Flyers de Philadelphie | 2                     |                       |  |   |                            |                            |                            |
|  |                                | 5                              | Devils du New Jersey           | 4 |                        |                            |                            |                            |  |   |                        |                       |                       |  |   |                            |                            |                            |
|  | 3                              | 5                              | Devils du New Jersey           | 4 | Penguins de Pittsburgh | 4                          |                            |                            |  |   |                        |                       |                       |  |   |                            |                            |                            |
|  | 3                              |                                |                                |   | Penguins de Pittsburgh | 4                          |                            |                            |  |   |                        |                       |                       |  |   |                            |                            |                            |
|  | 6                              | Capitals de Washington         | 3                              |   |                        |                            |                            |                            |  |   |                        |                       |                       |  |   |                            |                            |                            |
|  | 6                              | Capitals de Washington         | 3                              |   | 3                      | Penguins de Pittsburgh     | 1                          |                            |  |   |                        |                       |                       |  |   |                            |                            |                            |
|  |                                |                                |                                |   | 3                      | Penguins de Pittsburgh     | 1                          |                            |  |   |                        |                       |                       |  |   |                            |                            |                            |
|  |                                | 5                              | Devils du New Jersey           | 4 |                        |                            |                            |                            |  |   |                        |                       |                       |  |   |                            |                            |                            |
|  | 4                              | 5                              | Devils du New Jersey           | 4 | Bruins de Boston       | 1                          |                            |                            |  |   |                        |                       |                       |  |   |                            |                            |                            |
|  | 4                              |                                |                                |   | Bruins de Boston       | 1                          |                            |                            |  |   |                        |                       |                       |  |   |                            |                            |                            |
|  | 5                              | Devils du New Jersey           | 4                              |   |                        |                            |                            |                            |  |   |                        |                       |                       |  |   |                            |                            |                            |
|  | 5                              | Devils du New Jersey           | 4                              |   |                        |                            |                            |                            |  |   |                        |                       |                       |  | 5 | Devils du New Jersey       | 4                          |                            |
|  |                                |                                |                                |   |                        |                            |                            |                            |  |   |                        |                       |                       |  | 5 | Devils du New Jersey       | 4                          |                            |
|  |                                | 1                              | Red Wings de Détroit           | 0 |                        |                            |                            |                            |  |   |                        |                       |                       |  |   |                            |                            |                            |
|  | 1                              | 1                              | Red Wings de Détroit           | 0 | Red Wings de Détroit   | 4                          |                            |                            |  |   |                        |                       |                       |  |   |                            |                            |                            |
|  | 1                              |                                |                                |   | Red Wings de Détroit   | 4                          |                            |                            |  |   |                        |                       |                       |  |   |                            |                            |                            |
|  | 8                              | Stars de Dallas                | 1                              |   |                        |                            |                            |                            |  |   |                        |                       |                       |  |   |                            |                            |                            |
|  | 8                              | Stars de Dallas                | 1                              |   | 1                      | Red Wings de Détroit       | 4                          |                            |  |   |                        |                       |                       |  |   |                            |                            |                            |
|  |                                |                                |                                |   | 1                      | Red Wings de Détroit       | 4                          |                            |  |   |                        |                       |                       |  |   |                            |                            |                            |
|  |                                | 7                              | Sharks de San José             | 0 |                        |                            |                            |                            |  |   |                        |                       |                       |  |   |                            |                            |                            |
|  | 2                              | 7                              | Sharks de San José             | 0 | Flames de Calgary      | 3                          |                            |                            |  |   |                        |                       |                       |  |   |                            |                            |                            |
|  | 2                              |                                |                                |   | Flames de Calgary      | 3                          |                            |                            |  |   |                        |                       |                       |  |   |                            |                            |                            |
|  | 7                              | Sharks de San José             | 4                              |   |                        |                            |                            |                            |  |   |                        |                       |                       |  |   |                            |                            |                            |
|  | 7                              | Sharks de San José             | 4                              |   |                        |                            |                            |                            |  | 1 | Red Wings de Détroit   | 4                     |                       |  |   |                            |                            |                            |
|  | Association Campbell           |                                |                                |   |                        |                            |                            |                            |  | 1 | Red Wings de Détroit   | 4                     |                       |  |   |                            |                            |                            |
|  |                                | 4                              | Blackhawks de Chicago          | 1 |                        |                            |                            |                            |  |   |                        |                       |                       |  |   |                            |                            |                            |
|  | 3                              | 4                              | Blackhawks de Chicago          | 1 | Blues de Saint-Louis   | 3                          |                            |                            |  |   |                        |                       |                       |  |   |                            |                            |                            |
|  | 3                              |                                |                                |   | Blues de Saint-Louis   | 3                          |                            |                            |  |   |                        |                       |                       |  |   |                            |                            |                            |
|  | 6                              | Canucks de Vancouver           | 4                              |   |                        |                            |                            |                            |  |   |                        |                       |                       |  |   |                            |                            |                            |
|  | 6                              | Canucks de Vancouver           | 4                              |   | 6                      | Canucks de Vancouver       | 0                          |                            |  |   |                        |                       |                       |  |   |                            |                            |                            |
|  |                                |                                |                                |   | 6                      | Canucks de Vancouver       | 0                          |                            |  |   |                        |                       |                       |  |   |                            |                            |                            |
|  |                                | 4                              | Blackhawks de Chicago          | 4 |                        |                            |                            |                            |  |   |                        |                       |                       |  |   |                            |                            |                            |
|  | 4                              | 4                              | Blackhawks de Chicago          | 4 | Blackhawks de Chicago  | 4                          |                            |                            |  |   |                        |                       |                       |  |   |                            |                            |                            |
|  | 4                              |                                |                                |   | Blackhawks de Chicago  | 4                          |                            |                            |  |   |                        |                       |                       |  |   |                            |                            |                            |
|  | 5                              | Maple Leafs de Toronto         | 3                              |   |                        |                            |                            |                            |  |   |                        |                       |                       |  |   |                            |                            |                            |

## Résultats détaillés

### Quarts de finale d'association

#### Québec contre New York
New York gagne la série 4-2.
| 6 mai | Québec | 5-4 | New York |  |

| 8 mai | Québec | 3-8 | New York |  |

| 10 mai | New York | 4-3 | Québec |  |

| 12 mai | New York | 3-2 (pr) | Québec |  |

| 14 mai | Québec | 4-2 | New York |  |

| 16 mai | New York | 4-2 | Québec |  |

#### Pittsburgh contre Washington
Pittsburgh gagne la série 4-3.
| 6 mai | Pittsburgh | 4-5 | Washington |  |

| 8 mai | Pittsburgh | 5-3 | Washington |  |

| 10 mai | Washington | 6-2 | Pittsburgh |  |

| 12 mai | Washington | 6-2 | Pittsburgh |  |

| 14 mai | Pittsburgh | 6-5 (pr) | Washington |  |

| 16 mai | Washington | 1-7 | Pittsburgh |  |

| 18 mai | Pittsburgh | 3-0 | Washington |  |

#### Philadelphie contre Buffalo
Philadelphie gagne la série 4-1.
| 7 mai | Philadelphie | 4-3 (pr) | Buffalo |  |

| 8 mai | Philadelphie | 3-1 | Buffalo |  |

| 10 mai | Buffalo | 3-1 | Philadelphie |  |

| 12 mai | Buffalo | 2-4 | Philadelphie |  |

| 14 mai | Philadelphie | 6-4 | Buffalo |  |

#### Boston contre New Jersey
New Jersey gagne la série 4-1.
| 7 mai | Boston | 0-5 | New Jersey |  |

| 8 mai | Boston | 0-3 | New Jersey |  |

| 10 mai | New Jersey | 2-3 | Boston |  |

| 12 mai | New Jersey | 1-0 (pr) | Boston |  |

| 14 mai | Boston | 2-3 | New Jersey |  |

#### Détroit contre Dallas
Détroit gagne la série 4-1.
| 7 mai | Détroit | 4-3 | Dallas |  |

| 9 mai | Détroit | 4-1 | Dallas |  |

| 11 mai | Dallas | 1-5 | Détroit |  |

| 14 mai | Dallas | 4-1 | Détroit |  |

| 15 mai | Détroit | 3-1 | Dallas |  |

#### Saint-Louis contre Vancouver
Vancouver gagne la série 4-3.
| 7 mai | Saint-Louis | 2-1 | Vancouver |  |

| 9 mai | Saint-Louis | 3-5 | Vancouver |  |

| 11 mai | Vancouver | 6-1 | Saint-Louis |  |

| 13 mai | Vancouver | 2-5 | Saint-Louis |  |

| 15 mai | Saint-Louis | 5-6 (pr) | Vancouver |  |

| 17 mai | Vancouver | 2-8 | Saint-Louis |  |

| 15 mai | Saint-Louis | 3-5 | Vancouver |  |

#### Chicago contre Toronto
Chicago gagne la série 4-3.
| 7 mai | Chicago | 3-5 | Toronto |  |

| 9 mai | Chicago | 0-3 | Toronto |  |

| 11 mai | Toronto | 2-3 | Chicago |  |

| 13 mai | Toronto | 1-3 | Chicago |  |

| 15 mai | Chicago | 4-2 | Toronto |  |

| 17 mai | Toronto | 5-4 (pr) | Chicago |  |

| 19 mai | Chicago | 5-2 | Toronto |  |

#### Calgary contre San José
San José gagne la série 4-3.
| 7 mai | Calgary | 4-5 | San José |  |

| 9 mai | Calgary | 4-5 (pr) | San José |  |

| 11 mai | San José | 2-9 | Calgary |  |

| 13 mai | San José | 4-6 | Calgary |  |

| 15 mai | Calgary | 5-0 | San José |  |

| 17 mai | San José | 5-3 | Calgary |  |

| 19 mai | Calgary | 4-5 (pr) | San José |  |

### Demi-finales d'association

#### Pittsburgh
New Jersey gagne la série 4-1.
| 20 mai | Pittsburgh | 3-2 | New Jersey |  |

| 22 mai | Pittsburgh | 2-4 | New Jersey |  |

| 24 mai | New Jersey | 5-1 | Pittsburgh |  |

| 26 mai | New Jersey | 2-1 (pr) | Pittsburgh |  |

| 28 mai | Pittsburgh | 1-4 | New Jersey |  |

#### Philadelphie contre New York
Philadelphie gagne la série 4-0.
| 21 mai | Philadelphie | 5-4 (pr) | New York |  |

| 22 mai | Philadelphie | 4-3 (pr) | New York |  |

| 24 mai | New York | 2-5 | Philadelphie |  |

| 26 mai | New York | 1-4 | Philadelphie |  |

#### Détroit contre San José
Détroit gagne la série 4-0.
| 21 mai | Détroit | 6-0 | San José |  |

| 23 mai | Détroit | 6-2 | San José |  |

| 25 mai | San José | 2-6 | Détroit |  |

| 27 mai | San José | 2-6 | Détroit |  |

#### Chicago contre Vancouver
Chicago gagne la série 4-0.
| 21 mai | Chicago | 2-1 (pr) | Vancouver |  |

| 23 mai | Chicago | 2-0 | Vancouver |  |

| 25 mai | Vancouver | 2-3 (pr) | Chicago |  |

| 27 mai | Vancouver | 3-4 (pr) | Chicago |  |

### Finales d'association

#### Philadelphie contre New Jersey
New Jersey gagne la série 4-2.
| 3 juin | Philadelphie | 1-4 | New Jersey |  |

| 5 juin | Philadelphie | 2-5 | New Jersey |  |

| 7 juin | New Jersey | 2-3 (pr) | Philadelphie |  |

| 10 juin | New Jersey | 2-4 | Philadelphie |  |

| 11 juin | Philadelphie | 2-3 | New Jersey |  |

| 13 juin | New Jersey | 4-2 | Philadelphie |  |

#### Détroit contre Chicago
Détroit gagne la série 4-1.
| 1er juin | Détroit | 2-1 (pr) | Chicago |  |

| 4 juin | Détroit | 3-2 | Chicago |  |

| 6 juin | Chicago | 3-4 (2 pr) | Détroit |  |

| 8 juin | Chicago | 5-2 | Détroit |  |

| 11 juin | Détroit | 2-1 (2 pr) | Chicago |  |

### Finale de la Coupe Stanley
| 17 juin | Red Wings de Détroit | 1-2 (0-0, 1-1, 0-1) | Devils du New Jersey | Joe Louis Arena 19 875 spectateurs |

| Feuille de match | Feuille de match                                | Feuille de match | Feuille de match                                                                     | Feuille de match                     |
| ---------------- | ----------------------------------------------- | ---------------- | ------------------------------------------------------------------------------------ | ------------------------------------ |
|                  | Ciccarelli (Lidström, Coffey) — 33 min 8 s (SN) | 0-1 1-1 1-2      | Richer (Albelin, Broten) — 29 min 41 s (SN) Lemieux (MacLean, Chorske) — 43 min 17 s | Arbitrage : McCreary Murphy, Collins |
| Vernon           | Gardiens                                        | Brodeur          |                                                                                      | Arbitrage : McCreary Murphy, Collins |
|                  |                                                 |                  |                                                                                      | Arbitrage : McCreary Murphy, Collins |
| 17               | Tirs                                            | 28               |                                                                                      | Arbitrage : McCreary Murphy, Collins |

| 20 juin | Red Wings de Détroit | 2-4 (0-0, 1-1, 1-3) | Devils du New Jersey | Joe Louis Arena 19 875 spectateurs |

| Feuille de match | Feuille de match                                                                           | Feuille de match        | Feuille de match | Feuille de match                       |
| ---------------- | ------------------------------------------------------------------------------------------ | ----------------------- | --- | -------------------------------------- |
|                  | Kozlov (Ciccarelli, Fiodorov) — 29 min 17 s (SN) Fiodorov (Kozlov, Fetissov) — 41 min 36 s | 1-0 1-1 2-1 2-2 2-3 2-4 | MacLean (Niedermayer, Broten) — 29 min 40 s Niedermayer (Dowd) — 49 min 47 s Dowd (Chambers, Albelin) — 58 min 36 s Richer (Niedermayer) — 59 min 39 s (CV) | Arbitrage : Gregson Scapinello, Bonney |
| Vernon           | Gardiens                                                                                   | Brodeur                 | | Arbitrage : Gregson Scapinello, Bonney |
|                  |                                                                                            |                         | | Arbitrage : Gregson Scapinello, Bonney |
| 18               | Tirs                                                                                       | 23                      | | Arbitrage : Gregson Scapinello, Bonney |

| 22 juin | Devils du New Jersey | 5-2 (2-0, 2-0, 1-2) | Red Wings de Détroit | Meadowlands Arena 19 040 spectateurs |

| Feuille de match | Feuille de match | Feuille de match            | Feuille de match                                                                              | Feuille de match                   |
| ---------------- | --- | --------------------------- | --------------------------------------------------------------------------------------------- | ---------------------------------- |
|                  | Driver (Broten, MacLean) — 10 min 30 s (SN) Lemieux (Carpenter, Stevens) — 16 min 52 s Broten (Stevens, MacLean) — 26 min 59 s McKay (Holík, Driver) — 28 min 20 s Holík (Guerin, Richer) — 48 min 14 s (SN) | 1-0 2-0 3-0 4-0 5-0 5-1 5-2 | Fiodorov (Fetissov, Brown) — 56 min 57 s (SN) Yzerman (Sheppard, Lidström) — 58 min 27 s (SN) | Arbitrage : Fraser Collins, Murphy |
| Brodeur          | Gardiens | Vernon, Osgood              |                                                                                               | Arbitrage : Fraser Collins, Murphy |
|                  | |                             |                                                                                               | Arbitrage : Fraser Collins, Murphy |
| 31               | Tirs | 24                          |                                                                                               | Arbitrage : Fraser Collins, Murphy |

| 24 juin | Devils du New Jersey | 5-2 (2-2, 1-0, 2-0) | Red Wings de Détroit | Meadowlands Arena 19 040 spectateurs |

| Feuille de match | Feuille de match | Feuille de match            | Feuille de match                                                                     | Feuille de match                        |
| ---------------- | --- | --------------------------- | ------------------------------------------------------------------------------------ | --------------------------------------- |
|                  | Broten (Richer, Chorske) — 1 min 8 s Chambers (Driver, MacLean) — 17 min 45 s Broten (Niedermayer, Guerin) — 27 min 56 s Bryline (Rolston, Guerin) — 47 min 46 s Chambers (Bryline, Guerin) — 52 min 32 s | 1-0 1-1 1-2 2-2 3-2 4-2 5-2 | Fiodorov (Lapointe, Fetissov) — 2 min 3 s Coffey (Brown, Fiodorov) — 13 min 1 s (IN) | Arbitrage : McCreary Bonney, Scapinello |
| Brodeur          | Gardiens | Vernon                      |                                                                                      | Arbitrage : McCreary Bonney, Scapinello |
|                  | |                             |                                                                                      | Arbitrage : McCreary Bonney, Scapinello |
| 26               | Tirs | 16                          |                                                                                      | Arbitrage : McCreary Bonney, Scapinello |

La finale de la Coupe Stanley voit les Devils du New Jersey battre les Red Wings de Détroit sur le score de 4 matchs à 0. Le gardien de buts des Devils, Martin Brodeur n'encaisse que 7 buts dans la série finale. Le dernier match a lieu au New Jersey et Neal Broten inscrit le but gagnant du match. Claude Lemieux remporte le trophée Conn-Smythe avec 13 buts marqués.

## Meilleurs pointeurs
| Joueur            | Équipe     | PJ | B  | A  | Pts |
| ----------------- | ---------- | -- | -- | -- | --- |
| Sergei Fedorov    | Détroit    | 17 | 7  | 17 | 24  |
| Stéphane Richer   | New Jersey | 19 | 6  | 15 | 21  |
| Neal Broten       | New Jersey | 20 | 7  | 12 | 19  |
| Ron Francis       | Pittsburgh | 12 | 6  | 13 | 19  |
| Denis Savard      | Chicago    | 16 | 7  | 11 | 18  |
| Paul Coffey       | Détroit    | 18 | 6  | 12 | 18  |
| John MacLean      | New Jersey | 20 | 5  | 13 | 18  |
| Claude Lemieux    | New Jersey | 20 | 13 | 3  | 16  |
| Vyacheslav Kozlov | Détroit    | 18 | 9  | 7  | 16  |
| Nicklas Lidström  | Détroit    | 18 | 4  | 12 | 16  |